# Lucrecia
Lucrecia Pérez Sáez é uma atriz e cantora cubana nascida em Havana. É conhecida como Lucrecia e atualmente vive em Barcelona.

## Discografía
- Album de Cuba, 2009
- Mira las luces, 200

- Agua, 2002
- Cubáname, 1999
- Pronósticos, 1997
- Mis Boleros, 1996
- Prohibido, 1996
- Me debes un beso, 1994

## Filmografía
- Ataque verbal (1999)
- Los Lunnis (2003–2009), RTVE

## Prêmios
Recebeu em 2017 o Premio Latinos de Ouro (Latinos de Oro) no Festival Premios Latino em Marbella, Espanha.

## Livros
- Besitos de chocolate. Cuentos de mi infancia , 2006.